# Zemeros phyliscus
Zemeros phyliscus är en fjärilsart som beskrevs av Hans Fruhstorfer 1912. Zemeros phyliscus ingår i släktet Zemeros och familjen Riodinidae. Inga underarter finns listade i Catalogue of Life.